# 2628 Kopal
2628 Kopal је астероид главног астероидног појаса чија средња удаљеност од Сунца износи 2,907 астрономских јединица (АЈ).
Апсолутна магнитуда астероида је 12,7.